# 布里特 (愛荷華州)
布里特（英語：Britt）是一個位於美國愛荷華州漢考克縣的城市。

## 地理
布里特的座標為43°05′47″N 93°48′04″W / 43.09639°N 93.80111°W，而該地的平均海拔高度為374米（即1227英尺）。

## 人口
根據2010年美國人口普查的數據，布里特的面積為3.26平方千米，當中陸地面積為3.26平方千米，而水域面積為0.00平方千米。當地共有人口2069人，而人口密度為每平方千米634人。